# Onthophagus maephaluangus
Onthophagus maephaluangus là một loài bọ cánh cứng trong họ Bọ hung (Scarabaeidae).